# ATP Challenger Nonthaburi
Das ATP Challenger Nonthaburi  (offizieller Name: Bangkok Open) ist ein seit 2022 stattfindendes Tennisturnier in Nonthaburi, Thailand. Es ist Teil der ATP Challenger Tour und wird im Freien auf Hartplatz ausgetragen.

## Siegerliste

### Einzel
| Jahr     | Sieger                | Finalgegner        | Ergebnis        |
| -------- | --------------------- | ------------------ | --------------- |
| 2025 (3) | Brandon Holt          | Vít Kopřiva        | 6:3, 6:2        |
| 2025 (2) | Riō Noguchi           | Cui Jie            | 7:69, 6:2       |
| 2025 (1) | Aslan Karazew         | Grégoire Barrère   | 7:65, 7:5       |
| 2024 (4) | Wu Tung-lin           | Mackenzie McDonald | 6:3, 7:64       |
| 2024 (3) | Matteo Gigante        | Hong Seong-chan    | 6:4, 6:1        |
| 2024 (2) | Valentin Vacherot (3) | Manuel Guinard     | 7:5, 7:65       |
| 2024 (1) | Valentin Vacherot (2) | Lucas Pouille      | 3:2 aufgg.      |
| 2023 (3) | Shō Shimabukuro       | Arthur Cazaux      | 6:2, 7:5        |
| 2023 (2) | Arthur Cazaux (2)     | Lloyd Harris       | 7:65, 6:2       |
| 2023 (1) | Dennis Novak          | Wu Tung-lin        | 6:4, 6:4        |
| 2022 (3) | Stuart Parker         | Arthur Cazaux      | 6:4, 4:1 aufgg. |
| 2022 (2) | Arthur Cazaux (1)     | Omar Jasika        | 7:66, 6:4       |
| 2022 (1) | Valentin Vacherot (1) | Lý Hoàng Nam       | 6:3, 7:64       |

### Doppel
| Jahr     | Sieger                             | Finalgegner                                         | Ergebnis           |
| -------- | ---------------------------------- | --------------------------------------------------- | ------------------ |
| 2025 (3) | Ray Ho (2) Neil Oberleitner (2)    | Pruchya Isaro Wang Aoran                            | 6:3, 6:4           |
| 2025 (2) | Ray Ho (1) Neil Oberleitner (1)    | Daniel Cukierman Joshua Paris                       | 6:4, 7:65          |
| 2025 (1) | Kokoro Isomura Riō Noguchi         | Zdeněk Kolář Neil Oberleitner                       | 7:63, 7:69         |
| 2024 (4) | Blake Ellis Adam Walton            | Rithvik Choudary Bollipalli Arjun Kadhe             | 3:6, 7:5, [10:8]   |
| 2024 (3) | Luke Johnson Skander Mansouri      | Rithvik Choudary Bollipalli Niki Kaliyanda Poonacha | 7:5, 6:4           |
| 2024 (2) | Manuel Guinard Grégoire Jacq       | Francis Alcantara Sun Fajing                        | 6:4, 7:66          |
| 2024 (1) | Arthur Fery Joshua Paris           | Pruchya Isaro Maximus Jones                         | 6:2, 7:5           |
| 2023 (3) | Nam Ji-sung Song Min-kyu           | Jan Choinski Stuart Parker                          | 6:4, 6:4           |
| 2023 (2) | Yuki Bhambri Saketh Myneni         | Christopher Rungkat Akira Santillan                 | 2:6, 7:67, [14:12] |
| 2023 (1) | Marek Gengel Adam Pavlásek         | Robert Galloway Hans Hach Verdugo                   | 7:64, 6:4          |
| 2022 (3) | Chung Yun-seong Ajeet Rai          | Francis Alcantara Christopher Rungkat               | 6:1, 7:66          |
| 2022 (2) | Benjamin Lock Yūta Shimizu         | Francis Alcantara Christopher Rungkat               | 6:1, 6:3           |
| 2022 (1) | Jewgeni Donskoi Alibek Katschmasow | Nam Ji-sung Song Min-kyu                            | 6:3, 1:6, [10:7]   |